# Sainte-Marie-du-Bois (Mayenne)
Sainte-Marie-du-Bois – miejscowość i gmina we Francji, w regionie Kraj Loary, w departamencie Mayenne.
Według danych na rok 1990 gminę zamieszkiwały 233 osoby, a gęstość zaludnienia wynosiła 21 osób/km² (wśród 1504 gmin Kraju Loary Sainte-Marie-du-Bois plasuje się na 1036. miejscu pod względem liczby ludności, natomiast pod względem powierzchni na miejscu 964.).